# Arrondissement di Maaseik
L'arrondissement di Maaseik (in olandese Arrondissement Maaseik, in francese Arrondissement de Maaseik) è una suddivisione amministrativa belga, situata nella provincia del Limburgo e nella regione delle Fiandre.

## Composizione
L'arrondissement di Maaseik raggruppa 13 comuni:
- Bocholt
- Bree
- Dilsen-Stokkem
- Hamont-Achel
- Hechtel-Eksel
- Houthalen-Helchteren
- Kinrooi
- Lommel
- Maaseik
- Meeuwen-Gruitrode
- Neerpelt
- Overpelt
- Peer

## Società

### Evoluzione demografica
Abitanti censiti
- Fonte dati INS - fino al 1970: 31 dicembre; dal 1980: 1º gennaio